# Alexander Novikov
Alexander Novikov (deutsche Transkription Alexander Alexandrowitsch Nowikow, russisch Александр Александрович Новиков; * 22. Juni 1945) ist Professor für Mathematik an der University of Technology, Sydney (UTS). Er befasst sich mit Stochastik und Finanzmathematik.
Novikov wurde 1972 am Steklow-Institut in Moskau, an dem er seit 1970 war, promoviert und 1982 bei Albert Schirjajew habilitiert (russischer Doktorgrad). Er war leitender Wissenschaftler am Steklow-Institut und von 1996 bis 1999 Senior Lecturer an der University of Newcastle in Australien, bevor er 1999 Professor an der UTS wurde.
Er befasst sich mit Finanzmathematik, speziell Optionspreisen, Modellierung von Kreditrisiken, mit stochastischer Analysis und Zufallsprozessen.